# Clóvis Monteiro
Clóvis Monteiro (* 10. September 1898 in Fortaleza; † 13. Juli 1961 in Rio de Janeiro) war ein brasilianischer Romanist, Lusitanist und Brasilianist.

## Leben und Werk
Monteiro lehrte ab 1926 am Colégio Pedro II, ab 1937 als Professor. Er war ab 1950 der erste Professor für Portugiesisch an der neu gegründeten Universidade do Estado do Rio de Janeiro (UERJ) und wirkte daneben als Generalsekretär des Erziehungsministeriums.

## Werke
- Morfologia e sintaxe do substantivo na língua portuguesa, Fortaleza, A.C. Mendes, 1920.
- Da tendência analitica na evolução do nosso idioma, Rio de Janeiro, Empreza Graphica Editora, 1926.
- Da influência do tupi no português, Rio de Janeiro, Empreza, 1926.
- Traços do romantismo na poesia brasileira, Rio de Janeiro Typ. D'a Encadernadora 1929.
- Português da Europa e português da América. Aspectos da evolução do nosso idioma, Rio de Janeiro, J. Leite, 1931; 1952; 3. Auflage, Livraria Acadêmica, 1959.
- A linguage dos cantadores, Rio de Janeiro, Borsoi, 1933, 1974.
- (Hrsg.) Nova antologia Brasileira, Rio de Janeiro, Briguet, 1933, 1935, 1936, 1959, 1963.
- Ortografia da lingua portuguesa, Rio de Janeiro, Publicação do Colégio Pedro II, 1945, 1958.
- Vocabulário português-Botocudo, hrsg. von M. de L. de Paula Martins, Sao Paulo, Museu Paulista, 1948.
- Fundamentos clássicos do português do Brasil, Rio de Janeiro, Publicação do Colégio Pedro II, 1958.
- Esboc̜os de história literária, Rio de Janeiro, Livraria Acadêmica, 1961.